# Diskografie Lovebugs
Diskografie Lovebugs, švýcarské britpopové kapely, se skládá ze 13 alb a více než 30 singlů.

## Alba

### Studiová alba
| Název alba                         | Detaily o albu                                                                                     | Nejvyšší pozice |
| Název alba                         | Detaily o albu                                                                                     | CHF             |
| ---------------------------------- | -------------------------------------------------------------------------------------------------- | --------------- |
| Fluff                              | - Vydáno: 1994 - Vydavatel: Cod Tuxedo - 1. studiové album                                         | —               |
| Tart                               | - Vydáno: 1995 - Vydavatel: Muve - 2. studiové album                                               | —               |
| Lovebugs                           | - Vydáno: 1996                                                                                     | 44              |
| Transatlantic Flight               | - Vydáno: 30. dubna 1999 - 3. studiové album - Vydavatel: Gadget Records                           | 3               |
| Awaydays                           | - Vydáno: 30. dubna 2001 - 4. studiové album - Vydavatel: Gadget Records                           | 1               |
| 13 Songs with a View               | - Vydáno: 31. května 2003 - 5. studiové album - Vydavatel: Gadget Records                          | 8               |
| Naked                              | - Vydáno: 31. ledna 2005 - 6. studiové album - Vydavatel: Gadget Records                           | 1               |
| In Every Waking Moment             | - Vydáno: 23. června 2006 - 7. studiové album - Vydavatel: Gadget Records - Certifikace: platinová | 1               |
| The Highest Heights                | - Vydáno: 23. ledna 2009 - 8. studiové album - Vydavatel: Gadget Records                           | 2               |
| Only Forever: The Best of Lovebugs | - Vydáno: 13. listopadu 2009 - 9. studiové album - Vydavatel: Gadget Records                       | 11              |
| Life is Today                      | - Vydáno: 20. dubna 2012 - 10. studiové album - Vydavatel: Gadget Records                          | 2               |

### Koncertní alba
| Název alba                               | Detaily o albu                                                       | Nejvyšší pozice |
| Název alba                               | Detaily o albu                                                       | CHF             |
| ---------------------------------------- | -------------------------------------------------------------------- | --------------- |
| Live via satellite - the radio X-Session | - Vydáno: 21. srpna 1999 - 1. živé album - Vydavatel: Gadget Records | —               |

### Alba s remixy
| Název alba | Detaily o albu                     | Nejvyšší pozice |
| Název alba | Detaily o albu                     | CHF             |
| ---------- | ---------------------------------- | --------------- |
| Lovebugs   | - Vydáno: 1997 - 1. album s remixy | —               |

## Singly
- 1994: "Take Me as I Am"
- 1995: "Slumber"
- 1996: "Starving"
- 1996: "Fantastic"
- 1996: "Marilyn"
- 1996: "Whirpool"
- 1996: "Fingers and Thumbs"
- 1998: "Angel Heart" ( #32)
- 1999: "Under My Skin" ( #17)
- 2000: "Bitter Moon" ( #42)
- 2000: "Wall of Sound"
- 2001: "Music Makes My World Go Round" ( #16)
- 2001: "Coffee and Cigarettes" ( #46)
- 2002: "Flavour of the Day" ( #28)
- 2003: "A Love Like Tides" ( #63)
- 2003: "'72"
- 2005: "Everybody Knows I Love You (Unplugged)"
- 2005: "When I See You Smile (Unplugged)"
- 2005: "A Love Like Tides (Unplugged)"
- 2006: "The Key" (CH No. 17)
- 2006: "Avalon" (& Lene Marlin) ( #10,  #13)
- 2006: "Listen to the Silence"
- 2006: "Back to Life"
- 2009: "21st Century Man" ( #55)
- 2009: "The Highest Heights" ( #25,  #57)
- 2009: "Shine"
- 2012: "Truth Is"
- 2012: "Little Boy" (& Søren Huss)
- 2012: "Jennifer Beals"
- 2012: "Fortuna!"